# Nathalie Alibert
Nathalie Alibert (17 agosto 1984) è una schermitrice francese, specializzata nel fioretto.

## Biografia
Ha conquistato una medaglia di bronzo nella gara di spada a squadre nei campionati europei di scherma di Lipsia del 2010.

## Palmarès
In carriera ha conseguito i seguenti risultati:
- Europei:

Lipsia 2010: bronzo nella spada a squadre.